# Lista de comandantes da Base Aérea de Sintra
Esta é uma lista de comandantes da Base Aérea de Sintra. A história desta unidade remonta à Escola Militar de Aviação de Vila Nova da Rainha, quando esta foi transferida para Granja do Marquês em 5 de fevereiro de 1920, a actual localização da unidade, começando a lista com o primeiro comandante a partir de 5 de fevereiro de 1920. Posteriormente, em 1928, o seu nome foi alterado para Escola Militar de Aeronáutica, até à sua extinção em outubro de 1939, altura em que passou a designar-se por Base Aérea N.º 1. Em 1952, com a criação da Força Aérea Portuguesa, a unidade deixaria de fazer parte do Exército Português e passaria para a dependência do ramo aeronáutico.

## Lista de comandantes
| Posto              | Nome                         | Data de início          | Data de término         |
| ------------------ | ---------------------------- | ----------------------- | ----------------------- |
| Coronel            | Salvador Cilfka Duarte       | 5 de fevereiro de 1920  | 11 de dezembro de 1925  |
| Coronel            | João Luiz de Moura           | 12 de dezembro de 1925  | 11 de julho de 1937     |
| General            | Alfredo Santos Sintra        | 12 de julho de 1937     | 25 de novembro de 1940  |
| Brigadeiro General | Anselmo de Matos Vilardebó   | 26 de novembro de 1940  | 6 de junho de 1942      |
| Coronel            | Filipe Gomes Vieira          | 6 de junho de 1942      | 8 de junho de 1947      |
| General            | Carlos Costa Macedo          | 9 de junho de 1947      | 30 de agosto de 1952    |
| General            | João Albuquerque de Freitas  | 1 de outubro de 1952    | 5 de setembro de 1954   |
| Brigadeiro General | Francisco António das Chagas | 6 de setembro de 1954   | 1957                    |
| —                  | Tito Félix Pavia             | 15 de julho de 1957     | 2 de novembro de 1960   |
| —                  | António de Oliveira          | 3 de novembro de 1960   | 1 de maio de 1961       |
| —                  | Manuel Norton Brandão        | 2 de maio de 1961       | 1 de novembro de 1961   |
| —                  | José Cunha Cavadas           | 2 de novembro de 1961   | 14 de janeiro de 1963   |
| General            | Henrique Troni               | 15 de janeiro de 1963   | 24 de julho de 1964     |
| —                  | António Costa Maia           | 24 de julho de 1964     | 22 de agosto de 1967    |
| General            | Henrique Troni               | 22 de agosto de 1967    | 15 de fevereiro de 1968 |
| —                  | Amadeu José Ferreira         | 16 de fevereiro de 1968 | 11 de setembro de 1969  |
| —                  | Marcial Estrela Rodrigues    | 11 de setembro de 1969  | 3 de julho de 1971      |
| —                  | José Vaz Nunes               | 3 de julho de 1969      | 31 de julho de 1972     |
| —                  | Manuel Barbeitos de Sousa    | 1 de agosto de 1972     | 7 de fevereiro de 1973  |
| —                  | Casimiro Abreu Proença       | 8 de fevereiro de 1973  | 31 de julho de 1973     |
| —                  | Fernando Santos Sequeira     | 1 de agosto de 1973     | 21 de maio de 1974      |
| —                  | Mário Lemos de Mascarenhas   | 21 de maio de 1974      | 12 de maio de 1975      |
| —                  | António Telo Pacheco         | 13 de maio de 1975      | 6 de julho de 1976      |
| —                  | Hélder Pinheiro de Freitas   | 7 de julho de 1976      | 31 de outubro de 1977   |
| —                  | Mário António Gomes          | 1 de novembro de 1977   | 20 de outubro de 1980   |
| —                  | Joaquim Figueiredo Lobo      | 21 de outubro de 1980   | 26 de setembro de 1983  |
| —                  | António dos Anjos Nabais     | 27 de setembro de 1983  | 7 de outubro de 1984    |
| —                  | António Vellez Caldas        | 8 de outubro de 1984    | 1 de setembro de 1986   |
| —                  | Rolando Moreira Santos       | 2 de outubro de 1986    | 2 de novembro de 1989   |
| —                  | Edgar Cardoso da Costa       | 2 de novembro de 1989   | 13 de setembro de 1991  |
| —                  | João Silva Calhau            | 13 de setembro de 1991  | 14 de abril de 1993     |
| —                  | Eduardo Silvestre dos Santos | 14 de abril de 1993     | 30 de junho de 1994     |
| —                  | José Barrigas Queiroga       | 30 de junho de 1994     | 29 de outubro de 1996   |
| Coronel            | David Almeida Oliveira       | 29 de outubro de 1996   | 26 de janeiro de 1998   |
| Coronel            | Vasco Medeiros Tavares       | 4 de fevereiro de 1998  | 26 de outubro de 1999   |
| Coronel            | José Maria Pessoa            | 26 de outubro de 1999   | 24 de outubro de 2000   |
| Coronel            | António Mimoso e Carvalho    | 27 de outubro de 2000   | 31 de outubro de 2001   |
| Coronel            | Carlos José Tia              | 31 de outubro de 2001   | 14 de outubro de 2003   |
| Coronel            | Ramiro de Almeida Santos     | 14 de outubro de 2003   | 10 de dezembro de 2004  |
| Coronel            | Jorge Fernandes Lessa        | 17 de dezembro de 2004  | 20 de outubro de 2006   |
| Coronel            | Amândio Fernandes Miranda    | 20 de outubro de 2006   | 3 de outubro de 2008    |
| Coronel            | Nuno Maia Gonçalves          | 3 de outubro de 2008    | 2 de outubro de 2009    |
| Coronel            | Mário Aguiar dos Santos      | 2 de outubro de 2009    | 19 de outubro de 2011   |
| Coronel            | António Matos Branco         | 19 de outubro de 2011   | 20 de setembro de 2013  |
| Coronel            | Rui Pinheiro de Freitas      | 20 de setembro de 2013  | 2 de outubro de 2015    |
| Coronel            | Sérgio Costa Pereira         | 2 de outubro de 2015    | 10 de outubro de 2017   |
| Coronel            | Luís Manuel Nunes Serôdio    | 10 de outubro de 2017   | 10 de outubro de 2019   |
| Coronel            | António Manuel Gomes Moldão  | 10 de outubro de 2019   | Presente                |